# Video Phone (bài hát)
"Video Phone" là bài hát của ca sĩ R&B người Mĩ Beyonce Knowles trích từ album phòng thu thứ ba của cô, I Am... Sasha Fierce (2008). Ca khúc được phát hành như đĩa đơn thứ tám của album. Trước khi được phát hành dưới dạng đĩa đơn, ca khúc đã được xếp hạng vào cuối năm 2008 vì doanh số tiêu thụ mạnh. Bài hát được phát trên sóng phát thanh của Hoa Kỳ vào ngày 22 tháng 9 năm 2009. Video Phone được dự định phát hành vào ngày 22 tháng 9, tuy nhiên do chậm trễ nên đến ngày 17 tháng 10 thì ca khúc mới được phát hành. Phiên bản remix và video của ca khúc được hợp tác với Lady Gaga và phát hành dưới dạng đĩa mở rộng. Ca khúc cũng được phát hành dưới dạng đĩa đơn thứ sáu của cô tại Anh Quốc.

## Video
Video của ca khúc này được Hype Williams đạo diễn vào ngày 15 tháng 10,2009 một phát ngôn viên của Williams khẳng định với "MTV News" rằng việc Lady Gaga hợp tác với Beyonce trong video là sự thật. Video được thiết lập để ra mắt vào ngày 5 tháng 11 nhưng phải đến ngày 17 tháng 11 thì mới được phát hành.

## Danh sách ca khúc và định dạng
US CD single (UPC:886975929528)
1. "Video Phone" (Album Version) – 3:35
2. "Video Phone" (Instrumental) – 3:27

French, Greek, Italian & Mexican download EP 
 (Released ngày 20 tháng 11 năm 2009)
1. "Video Phone" - 3:35
2. "Video Phone (Extended Remix)" (có sự tham gia của Lady Gaga) - 5:04
3. "Poison" - 4:04

UK digital download EP
1. "Video Phone" (Extended remix featuring Lady Gaga)
2. "Video Phone" (Gareth Wyn remix)

1. "Video Phone" (Oli Collins & Fred Portelli remix)
2. "Video Phone" (My Digital Enemy remix)
3. "Video Phone" (Gareth Wyn radio edit)

## Xếp hạng
| Bảng xếp hạng            | Vị trí cao nhất |
| ------------------------ | --------------- |
| Australian Singles Chart | 66              |
| Australian Urban Chart   | 20              |
| Spanish Singles Chart    | 26              |
| UK Singles Chart         | 58              |
| UK R&B Chart             | 21              |
| US Hot Dance Club Songs  | 9               |
| US Hot R&B/Hip-Hop Songs | 37              |

| Bảng xếp hạng                | Vị trí cao nhất |
| ---------------------------- | --------------- |
| Australian Singles Chart     | 31              |
| Australian Urban Chart       | 9               |
| Belgian Tip Chart (Flanders) | 4               |
| Belgian Tip Chart (Wallonia) | 14              |
| Brazilian Hot 100 Airplay    | 5               |
| Czech Airplay Chart          | 39              |
| New Zealand Singles Chart    | 32              |
| Russian Airplay Chart        | 149             |
| UK R&B Chart                 | 36              |
| US Billboard Hot 100         | 65              |
| US Hot Dance Club Songs      | 1               |

## Giải thưởng
| Năm  | Giải thưởng                       | Thể loại                         | Kết quả |
| ---- | --------------------------------- | -------------------------------- | ------- |
| 2010 | Giải MTV Video Music Awards Japan | Sự cộng tác xuất sắc nhất        | Đề cử   |
| 2010 | Giải MTV Video Music              | Video xuất sắc nhất của nữ ca sĩ | Đề cử   |
| 2010 | Giải MTV Video Music              | Video nhạc Pop hay nhất          | Đề cử   |
| 2010 | Giải MTV Video Music              | Chỉ đạo nghệ thuật xuất sắc nhất | Đề cử   |
| 2010 | Giải MTV Video Music              | Vũ đạo xuất sắc nhất             | Đề cử   |
| 2010 | Giải MTV Video Music              | Sự cộng tác xuất sắc nhất        | Đề cử   |